# Triton Island (ö i Kina)
Triton Island (kinesiska: 中建岛, 中建島, 土來塘島) är en ö bland Paracelöarna i Sydkinesiska havet.  Paracelöarna har annekterats av Kina, men Taiwan och Vietnam gör också anspråk på dem.
Arean är 1,2 kvadratkilometer. 